# Alois Grauß

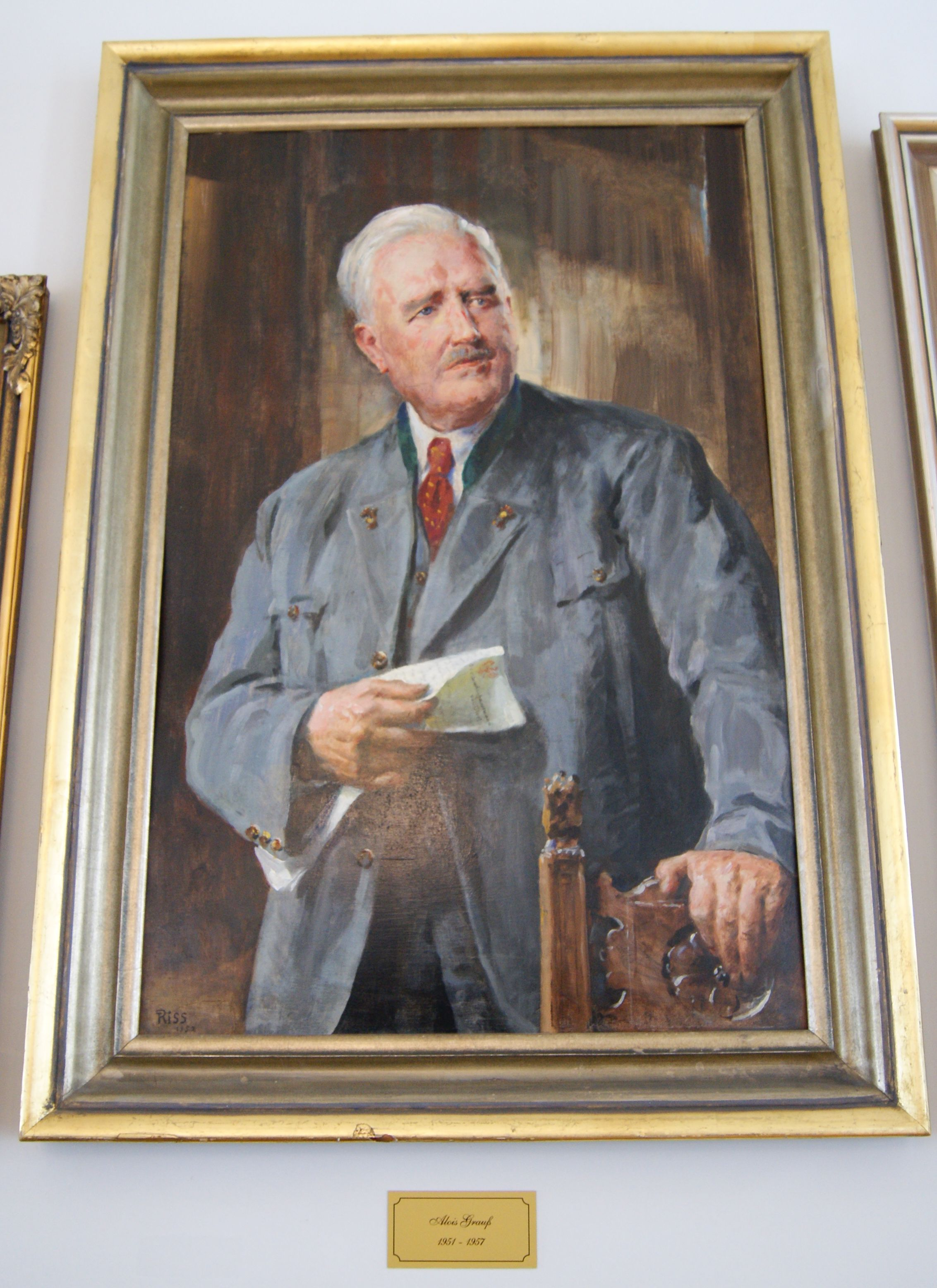
Alois Grauß – Bild im Rokokosaal des Alten Landhauses in Innsbruck.

Alois Grauß (* 18. Juni 1890 in Jenbach, Tirol; † 29. November 1957 in Rotholz, Gemeinde Buch bei Jenbach) war vom 27. Februar 1951 bis zum 12. November 1957 Landeshauptmann des österreichischen Bundeslandes Tirol. Davor hatte er die Funktion des Klubobmannes inne. Er gehörte der ÖVP an.

## Leben
Der Sohn des Jenbacher Sensenfabrikanten Norbert Grauß und dessen Frau Maria, geb. Esterhammer, besuchte die Fortbildungs- und Handelsschule in Mehrerau bei Bregenz, die Landwirtschaftliche Schule Rotholz sowie die Hotelfachschule in Innsbruck. Im Oktober 1911 trat er den dreijährigen Präsenzdienst beim 2. Tiroler Kaiserjägerregiment an und verblieb während des Ersten Weltkriegs bei dieser Einheit. Von Frühjahr 1916 bis Herbst 1918 wurde er an der Südwestfront eingesetzt.
1923 heiratete er Therese Dick (* 1897), Bauern- und Wirtstochter aus Saalfelden. Zusammen bewirtschafteten sie den elterlichen Esterhammer-Hof samt dem dazugehörigen Gasthof in Rotholz. Daneben betätigte sich Grauß als Funktionär beim Tiroler Bauernbund und in der Politik. Bis 1938 war er Obmann der Bezirksbauernkammer Schwaz, von 1936 bis 1938 Obmann der Bauernsparkasse Innsbruck. Von 1929 bis 1934 saß er als Abgeordneter für die Tiroler Volkspartei im Tiroler Landtag. Er zählte zum gemäßigten Flügel des Bauernbundes, der der Heimatwehr kritisch gegenüberstand.
Während der NS-Zeit wurde er als ehemaliger Bauernbundfunktionär gemaßregelt und nach dem Attentat vom 20. Juli im August 1944 im Lager Reichenau inhaftiert. Seine von den Ereignissen mitgenommene Frau starb kurz vor seiner Haftentlassung im September 1944.
Nach dem Krieg war er stellvertretender und geschäftsführender Obmann des Tiroler Bauernbunds. Ab November 1945 saß er als ÖVP-Mandatar wieder im Tiroler Landtag, ansonsten hielt er sich mit politischen Aktivitäten zurück. Im Dezember 1948 wurde er zum Bundesobmann des Tiroler Bauernbunds gewählt. Ende Jänner 1951 starb Landeshauptmann Alfons Weißgatterer überraschend im Amt. Grauß wurde Ende Februar 1951 vom Landtag zu seinem Nachfolger gewählt und nach der Landtagswahl 1953 im Amt bestätigt. Seine Amtszeit war vom Wiederaufbau nach dem Zweiten Weltkrieg geprägt. Nach der Landtagswahl im Oktober 1957 verzichtete er aus gesundheitlichen Gründen auf eine Wiederkandidatur als Landeshauptmann, zu seinem Nachfolger wurde Hans Tschiggfrey gewählt.

## Auszeichnungen
- 1954: Großes Goldenes Ehrenzeichen mit dem Stern für Verdienste um die Republik Österreich[1]